# Catilinariske sammensværgelse
Den catilinariske sammensværgelse var en sammensværgelse i det gamle Rom (63 f.Kr.), der er os bedst kendt igennem Ciceros taler og Sallustius' historieskrivning. Den var et led i den senrepublikanske kamp imellem optimater og popularer.
Sammensværgelsen tager sit navn fra dens hovedmand, Lucius Sergius Catilina, der oprindeligt stod på optimaternes side. Efter at have tabt to valg til consul på grund af manglende støtte fra optimaternes toppolitikere og deres clientela stillede han sig imidlertid på popularernes side og begyndte at holde hemmelige, natlige møder. En af sammensværgelsens deltagere talte imidlertid over sig til sin elskerinde, der straks henvendte sig til den siddende consul, Cicero, og adviserede ham om, hvad de sammensvorne planlagde: at myrde consulerne, sætte senatet ud af kraft og tage magten over staten. Ifølge Cicero havde de sammensvorne også planer om at sætte ild til Rom, men denne oplysning kan være propaganda fra consulens side – der var intet romere frygtede mere, end at deres tætbyggede by skulle bryde i brand.
Cicero handlede omgående. I en række af taler i senatet – ikke overraskende kaldet de catilinariske taler – anklagede han Catilina, der kun var til stede ved den første, direkte. Tonen lægges allerede i den første linje: Quo usque tandem abutere, Catilina, patientia nostra? (Hvor længe endnu, Catilina, vil du misbruge vor tålmodighed?). Ciceros brug af ordet 'vor' er et dobbeltspil; som romersk konsul kunne han godt tillade sig at omtale sig selv i majestætisk flertal, men samtidig er det et udtryk for Ciceros opfattelse af, at han taler for hele senatet.
Catilina, der i den første tale blev truet med en velfortjent og hurtig død, flygtede nordpå til en hær, hans medsammensvorne i hemmelighed havde samlet. Den bestod fortrinsvis af Sullas veteraner, der var trætte af det civile liv på deres jordlodder. Nogle af de sammensvorne forblev imidlertid i Rom, da de håbede på at kunne hjælpe revolutionen fra byen. Cicero fremskaffede imidlertid bevis imod dem – de havde forhandlet med en gallisk deputation om gallernes støtte, men deputationen forrådte de sammensvorne – og de blev straks tilbageholdt. I senatet debatteredes, hvad der skulle gøres. Julius Cæsar gjorde sig til fortaler for besindighed, imens Marcus Porcius Cato holdt en stærkt formuleret tale om nødvendigheden af en hurtig reaktion (begge taler er refereret af Sallust) og vendte stemningen i senatet. Cicero skyndte sig at få de arresterede til det mamertinske fængsel, hvor de blev kvalt som traditionen foreskrev. Da han bagefter trådte frem for den store forsamling af folk, der ventede på Forum Romanum, annoncerede han det passerede for folkemængden med det ene ord: Vixerunt! (de er døde!)
Inden længe blev Catilina besejret af senatets udsendte tropper og Cicero hædredes med titlen Pater patriae (fædrelandets fader), en titel han ikke forsømte at udnytte i resten af sin politiske karriere. I alle sine senere skrifter omtaler Cicero dette som sin største triumf og det er om ikke andet en episode, der har været uendeligt vigtig for eftertidens vurdering af Cicero både som menneske og som tænker.